# Friedrich Wilhelm Bülow von Dennewitz
Friedrich Wilhelm Freiherr von Bülow, Graf von Dennewitz (ur. 16 lutego 1755 w Falkenbergu, zm. 25 lutego 1816 w Królewcu) – pruski generał piechoty, graf (hrabia) Dennewitz. Dowódca kilku podległych armii Prus formacji wojskowych, wielokrotnie odznaczony uczestnik bitew z czasów wojen napoleońskich. Wsławił się przede wszystkim dwukrotną obroną Berlina przed atakiem wojsk Napoleona Bonapartego.

## Życiorys

### Pochodzenie i wykształcenie
Friedrich Wilhelm Bülow von Dennewitz urodził się 16 lutego 1755 roku w majątku rodzinnym Falkenberg w Altmarku. Był trzecim z pięciu synów wywodzącego się ze szlachty dyplomaty Friedricha Ulricha Arwegha von Bülowa (1726–1791) i jego żony Sophie z domu Schultz (1727–1794). Ojciec Friedricha Wilhelma brał udział w wojnie siedmioletniej, służąc w armii Prus w stopniu porucznika.
Studiował historię, geografię, matematykę, a także nauki o wojnie. Wykazywał również zainteresowanie sztukami artystycznymi.

### Służba wojskowa

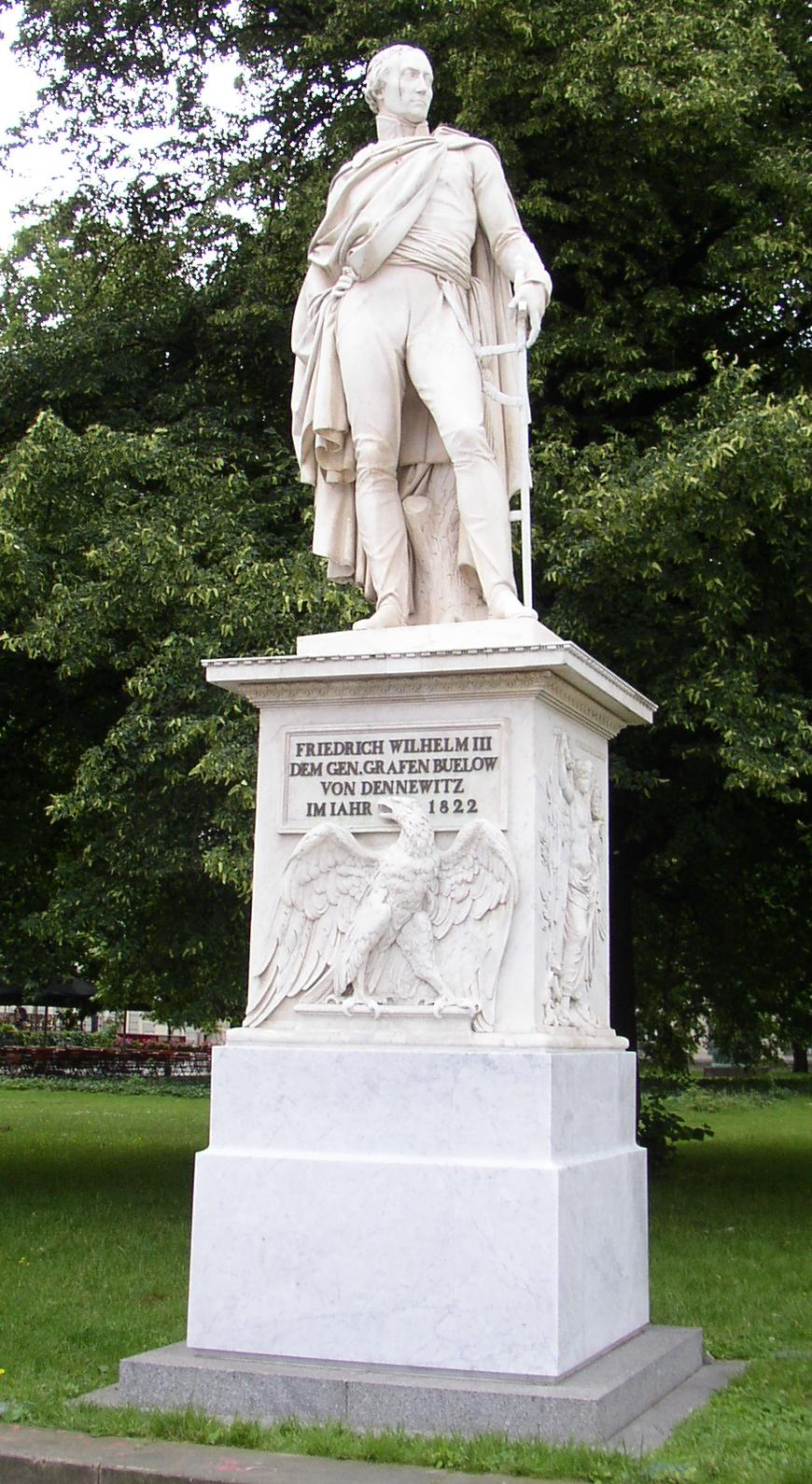
Pomnik Bülowa w Berlinie

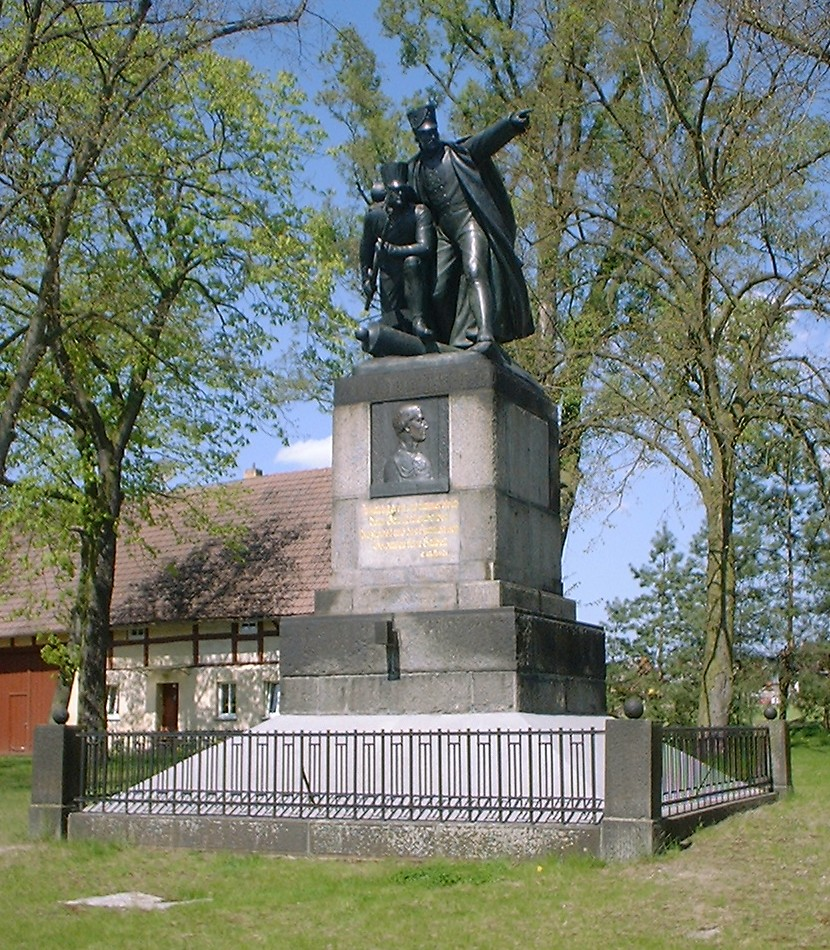
Pomnik Bülowa w Dennewitz

2 kwietnia 1768 roku, mając 13 lat, Bülow wstąpił do pruskiego Pułku Piechoty „von Lottum” Nr 13, gdzie otrzymał stopień podchorążego. W 1775 roku awansował na podporucznika, zaś 1 kwietnia 1778 roku miała miejsce jego promocja na stopień drugiego porucznika (Sekondeleutnant). Niedługo później wziął udział w wojnie o sukcesję bawarską, w której jako młody oficer sprawdził się podczas walk pod Leopoldovem.
W 1786 roku Bülow został mianowany porucznikiem, zaś cztery lata później awansował na sztabskapitana. W 1793 roku odbyła się jego promocja na stopień kapitana. Będąc jednym z wyróżniających się kawalerów w pruskiej stolicy cieszył się szacunkiem króla Fryderyka Wilhelma II, który z tego względu wyznaczył na jego towarzysza wojskowego księcia Ludwika Ferdynanda. Po stronie księcia, z którym połączyła go żarliwa przyjaźń, uczestniczył w kampanii przeciwko Francji z lat 1793–1794, walcząc m.in. w bitwie pod Kaiserslautern i podczas oblężenia Moguncji. Za swój wkład w atak na szaniec w Zahlbach Bülow został 17 lipca 1793 roku odznaczony orderem Pour le Mérite. Po kampanii, 3 kwietnia 1794 roku uzyskał stopień majora.
14 listopada 1795 roku Bülow został przeniesiony do Prus Wschodnich, gdzie odbywał służbę w Batalionie Fizylierów „Stutterheim” Nr 21, należącym do 2. Wschodniopruskiej Brygady Fizylierów. W ramach niej 12 września 1797 roku objął kierownictwo nad 24. Batalionem Fizylierów. W okresie od 15 listopada do 7 grudnia 1805 roku był dowódcą Pułku Piechoty „Prinz Louis” Nr 20, po czym na jego prośbę zapewniono mu powrót do Brygady Fizylierów.
Jako pułkownik (awansowany na ten stopień 23 maja 1806 roku) Bülow wziął udział w kampanii z lat 1806–1807, gdzie pod dowództwem generała kawalerii Antona Wilhelma von L’Estocqa walczył w Toruniu i Gdańsku. 5 lutego 1807 roku w czasie walk pod Pęciszewem został postrzelony w lewą rękę, co uniemożliwiło mu udział w bitwie pod Pruską Iławą. 16 maja tego roku wojska Bülowa poniosły ciężkie straty pod Krynicą Morską. Po przeniesieniu do Gdańska Bülow pracował jako brygadier w korpusie dowodzonym przez generała porucznika Gebharda Leberechta von Blüchera. W 1808 roku awansował na generała majora, a następnie, po wyjeździe do Stargardu został adiutantem Blüchera, z którym współpraca nie układała się jednakże najlepiej.
W czerwcu 1809 roku Bülow dostał polecenie zbadania kapitulacji Prenzlau, a także objął pod auspicjami Johanna Ludwiga Yorcka von Wartenburga dowództwo nad pomorską brygadą w Trzebiatowie. Trzy lata później został mianowany tymczasowym gubernatorem generalnym w Prusach Wschodnich. Zastąpił na tym stanowisku Yorcka, który otrzymał rozkaz dołączenia do korpusu pomocniczego Wielkiej Armii. 14 marca 1813 roku został mianowany generałem porucznikiem, zaś niedługo później otrzymał dowództwo nad III Korpusem Armijnym. Jako dowódca korpusu w tym samym roku wziął udział w bitwie pod Möckern, przeprowadził udany atak na Halle, a także odniósł zwycięstwo nad wojskami marszałka Nicolasa Charlesa Oudinota w bitwie pod Luckau, dzięki któremu obronił zagrożony francuskim atakiem Berlin. Po wygaśnięciu rozejmu z Francją w dniu 15 sierpnia 1813 roku Bülow dostał się pod zwierzchnictwo naczelnego dowódcy sił zbrojnych Szwecji, Jeana Baptiste’a Bernadotte’a. Wbrew jego woli wraz ze swym korpusem wziął udział w bitwie pod Großbeeren, w której po raz drugi pokonał marszałka Oudinota. Kolejne zwycięstwo, tym razem nad wojskami marszałka Michela Neya odniósł wraz z generałem porucznikiem Bogislavem Friedrichem Emanuelem von Tauentzienem w bitwie pod Dennewitz, dzięki czemu ponownie ocalił stolicę Prus przed najazdem Francuzów. Za ten czyn Bülow 15 września 1813 roku został odznaczony Krzyżem Wielkim Krzyża Żelaznego, z kolei 11 grudnia przyznano mu Order Orła Czerwonego I klasy.
Po bitwie pod Dennewitz Bülow uczestniczył przez pewien czas w oblężeniu Wittenbergi. W październiku 1813 roku wziął udział jako dowódca liczącego 29 tysięcy żołnierzy III Korpusu Pruskiego w bitwie pod Lipskiem, do której wygrania istotnie się przyczynił. Do końca tego roku uczestniczył w uwalnianiu od francuskiej okupacji Westfalii, Holandii i Belgii.
Na początku 1814 roku działalność militarna Bülowa była podporządkowana walkom w Szampanii u boku armii śląskiej, pozostającej pod dowództwem Gebharda Leberechta von Blüchera. Po drodze zdobył twierdze La Fère i Soissons, aby w marcu wziąć udział w bitwie pod Laon. Kampania zakończyła się atakiem na Montmartre pod Paryżem. Niedługo po niej król Fryderyk Wilhelm III awansował Bülowa na generała piechoty oraz odznaczył go, 3 kwietnia 1814 roku, Orderem Orła Czarnego. 18 maja 1814 roku Bülow został jeszcze uhonorowany Krzyżem Komandorskim Orderu Marii Teresy, z kolei 3 czerwca otrzymał od króla tytuł grafa (hrabiego) Dennewitz.
W 1815 roku Bülow objął dowództwo nad IV Korpusem Armijnym Blüchera, liczącym około 30 tysięcy żołnierzy. Pomimo szybkiego marszu nie udało mu się na czas doprowadzić wojsk na miejsce bitwy pod Ligny, jednak po niej przyczynił się do zjednoczenia korpusu Blüchera, składającego się dotychczas z czterech brygad piechoty, trzech brygad kawalerii i jednej rezerwy artylerii. Dowodząc siłami korpusu Bülow zadał ciężkie straty wojskom Napoleona Bonapartego podczas walk w Plancenoit, co umożliwiło sprzymierzonym ostateczne rozprawienie się z nimi 18 czerwca 1815 roku w bitwie pod Waterloo. Z rozkazu Fryderyka Wilhelma III, 11 lipca 1815 roku Bülow został mianowany szefem pułku piechoty, który wyróżnił się w Plancenoit, ponadto pruski władca podarował mu także 25 tysięcy talarów. Z kolei 28 lipca król Zjednoczonych Niderlandów Wilhelm I odznaczył go Krzyżem Wielkim Orderu Wojskowego Wilhelma. W październiku 1815 roku objął funkcję gubernatora Prus Zachodnich i Wschodnich, a także został dowódcą I Korpusu Armijnego w Królewcu.

### Śmierć i dokonania pozawojskowe
Friedrich Wilhelm Bülow von Dennewitz zmarł 25 lutego 1816 roku w Królewcu z powodu następstw przeziębienia, którego nabawił się podczas polowania. Został pochowany na berlińskim Cmentarzu Inwalidów. Król Francji Ludwik XVIII w 1816 roku uhonorował go pośmiertnie Krzyżem Wielkim Orderu Zasługi Wojskowej.
Bülow oprócz działalności związanej z wojskiem zajmował się także komponowaniem utworów muzycznych. Jest autorem kilku motetów, jednej mszy, a także psalmów: 51 i 100.

## Rodzina
Friedrich Wilhelm Bülow von Dennewitz był dwukrotnie żonaty. W 1802 roku wziął ślub z Marianne Auguste von Auer (1780–1807), córką Johanna Kasimira von Auera, pruskiego generała majora. Z tego małżeństwa tylko jedna córka dożyła wieku dorosłego.
Wiosną 1808 roku zawarł swoje drugie małżeństwo, z Pauline Juliane von Auer, zaledwie osiemnastoletnią siostrą jego pierwszej żony. Z kilkorga dzieci pary dorosłości doczekały dwie córki – jedna z nich, Louise, poślubiła saskiego pisarza Karla Eduarda von Bülowa (1803–1853), ojca Hansa von Bülowa, dyrygenta i kompozytora epoki romantyzmu.

## Upamiętnienie
- Pomnik Bülowa w Berlinie, położony na terenie ogrodu przy Prinzessinnenpalais. Stworzony w 1822 roku przez Christiana Daniela Raucha, do 1950 roku stał na obszarze przed Nowym Odwachem[8].
- Pomnik Bülowa w Dennewitz, odsłonięty 6 września 1913 roku w 100. rocznicę bitwy pod tą miejscowością[9].
- Poświęcony Bülowowi, ustawiony w 1864 roku kamień (Apelstein) 42 w Lipsku[1].
- Nazwane imieniem Bülowa ulice w Berlinie, Lipsku, Kolonii i Kilonii[1][2][10].
- Nazwany imieniem Bülowa 27 stycznia 1889 roku Pułk Piechoty „Graf Bülow von Dennewitz” (6. westfalski) Nr 55[2][11].